# Ортмарк, Якоб
Якоб Оке Стефан Ортмарк (швед. Jacob Åke Stefan Ortmark; род. 29 августа 1997, Швеция) — шведский футболист, полузащитник клуба «Сириус».

## Клубная карьера
Начинал заниматься футболом в клубе «Стоксунд», откуда попал в «Броммапойкарну». В её составе прошёл путь от детских и юношеских команд до основной. 25 августа дебютировал в чемпионате Швеции во встрече очередного тура против «Юргордена», появившись на поле на 77-й минуте вместо Понтуса Осбринка. За три сезона вместе с клубом Ортмарк успел вылететь сначала в Суперэттан, а затем в первый дивизион, после чего вернуться обратно. По итогам сезона 2017 года «Броммапойкарна» заняла первое место в турнирной таблице и вернулась в Алльсвенскан. 9 августа 2018 года на правах аренды до конца сезона перешёл в «Ефле», где принял участие в 14 матчах и забил два мяча.
В феврале 2019 года перешёл в «Дегерфорс», с которым подписал контракт, рассчитанный на два года. Первую игру в его составе провёл 23 февраля в матче группового этапа кубка Швеции с «Фалькенбергом». За два сезона в команде провёл в её составе 59 матчей и занял второе место в турнирной таблице 2020 года, благодаря чему «Дегерфорс» вышел в Алльсвенскан.
16 октября 2020 года подписал трёхлетние соглашение с «Сириусом», по которому он становился игроком клуба с начала 2021 года. Первую игру за новый клуб провёл 20 февраля 2021 года в кубковой встрече с «Лёдде». Дебют за «Сириус» в чемпионате Швеции состоялся 11 апреля в матче первого тура с «Норрчёпингом». Ортмарк вышел в стартовом составе и на 56-й минуте сравнял счёт, благодаря чему принёс ничью своей команде.

## Карьера в сборной
Выступал за юношеские сборные Швеции. За сборную до 19 лет дебютировал 16 сентября 2014 года в товарищеской встрече с Норвегией.

## Достижения
Броммапойкарна
- Победитель Суперэттана: 2017

Дегерфорс
- Второе место Суперэттана: 2020

## Клубная статистика
| Выступление      | Выступление      | Выступление      | Лига | Лига | Кубки | Кубки | Конт. кубки | Конт. кубки | Итого | Итого |
| Клуб             | Лига             | Сезон            | Игры | Голы | Игры  | Голы  | Игры        | Голы        | Игры  | Голы  |
| ---------------- | ---------------- | ---------------- | ---- | ---- | ----- | ----- | ----------- | ----------- | ----- | ----- |
| Броммапойкарна   | Алльсвенскан     | 2014             | 1    | 0    | 0     | 0     | 0           | 0           | 1     | 0     |
| Броммапойкарна   | Суперэттан       | 2015             | 17   | 1    | 4     | 0     | 0           | 0           | 21    | 1     |
| Броммапойкарна   | Дивизион 1       | 2016             | 17   | 3    | 5     | 1     | 0           | 0           | 22    | 4     |
| Броммапойкарна   | Суперэттан       | 2017             | 22   | 6    | 4     | 0     | 0           | 0           | 26    | 6     |
| Броммапойкарна   | Алльсвенскан     | 2018             | 5    | 0    | 3     | 0     | 0           | 0           | 8     | 0     |
| Броммапойкарна   | Итого            | Итого            | 62   | 10   | 16    | 1     | 0           | 0           | 78    | 11    |
| → Ефле           | Суперэттан       | 2018             | 13   | 2    | 1     | 0     | 0           | 0           | 14    | 2     |
| → Ефле           | Итого            | Итого            | 13   | 2    | 1     | 0     | 0           | 0           | 14    | 2     |
| Дегерфорс        | Суперэттан       | 2019             | 29   | 2    | 3     | 0     | 0           | 0           | 32    | 2     |
| Дегерфорс        | Суперэттан       | 2020             | 26   | 1    | 1     | 0     | 0           | 0           | 27    | 1     |
| Дегерфорс        | Итого            | Итого            | 55   | 3    | 4     | 0     | 0           | 0           | 59    | 3     |
| Сириус           | Алльсвенскан     | 2021             | 28   | 4    | 4     | 1     | 0           | 0           | 32    | 5     |
| Сириус           | Итого            | Итого            | 28   | 4    | 4     | 1     | 0           | 0           | 32    | 5     |
| Всего за карьеру | Всего за карьеру | Всего за карьеру | 158  | 19   | 25    | 2     | 0           | 0           | 183   | 21    |